# مرکز ملی تیراندازی (فرانسه)
مرکز ملی تیراندازی (فرانسوی: Centre National de Tir‎) یک ورزشگاه مخصوص تیراندازی در شهر شاتورو، فرانسه است. این مرکز تیراندازی در ۳۱ مارس ۲۰۱۶ شروع به ساخت و در سال ۲۰۱۸ افتتاح شده‌است.